# Trina
Katrina Laverne Taylor (sinh ngày 3/12/1978) là nữ rapper, ca sĩ, nhạc sĩ và ngôi sao truyền hình người Mỹ. Cô lần đầu được biết tới vào năm 1998 sau khi góp giọng trong đĩa đơn "Nann Nigga" từ album phòng thu thứ hai của Trick Daddy, mang tên www.thug.com.
Trina từng được tạp chí XXL miêu tả là "nữ rapper ổn định nhất mọi thời đại". Năm 2013, tờ báo Complex xếp đĩa đơn "Pull Over" của cô ở vị trí 27 trong top "50 ca khúc rap hay nhất của nữ nghệ sĩ". Năm 2014, Trina lọt vào bảng xếp hạng "31 Nữ rapper thay đổi dòng nhạc hip-hop" của Billboard.

## Thời thơ ấu
Trina sinh ra ở Liberty City, Miami. Cha cô là người Cộng hòa Dominicana, mẹ cô là người Bahamas, họ chia tay nhau khi cô còn nhỏ. Cô từng theo học trường trung học Miami Northwestern.

## Đời tư
Trina từng có mối quan hệ hợp-tan nhiều lần với nam đồng nghiệp Lil Wayne trong khoảng thời gian từ năm 2005 tới 2007. Ngày 5 tháng 10, 2005, cô tiết lộ mình và Wayne đã đính hôn và chuẩn bị làm đám cưới, trong một talkshow của MC Wendy Williams. Trina sau đó có bầu với Wayne, nhưng không may bị sẩy thai. Cả hai xăm tên của nhau, Trina xăm "Wayne" trên cổ tay, còn Lil Wayne có chữ "Trina" trên ngón tay nhẫn.
Sau khi chia tay với Wayne, cô hẹn hò với cầu thủ bóng rổ Kenyon Martin từ năm 2007 tới 2010. Martin cũng có xăm hình đôi môi của Trina trên cổ. Trina sau đó hẹn hò rapper French Montana từ 2012 tới 2014.
Trong một buổi phỏng vấn năm 2018, Trina cho biết cô là người song tính (bisexual) và từng có những mối tình với cả nam và nữ.

## Danh sách album
Album phòng thu
- Da Baddest Bitch (2000)
- Diamond Princess (2002)
- Glamorest Life (2005)
- Still da Baddest (2008)
- Amazin' (2010)
- The One (2019)